# 요제프 라인베르거

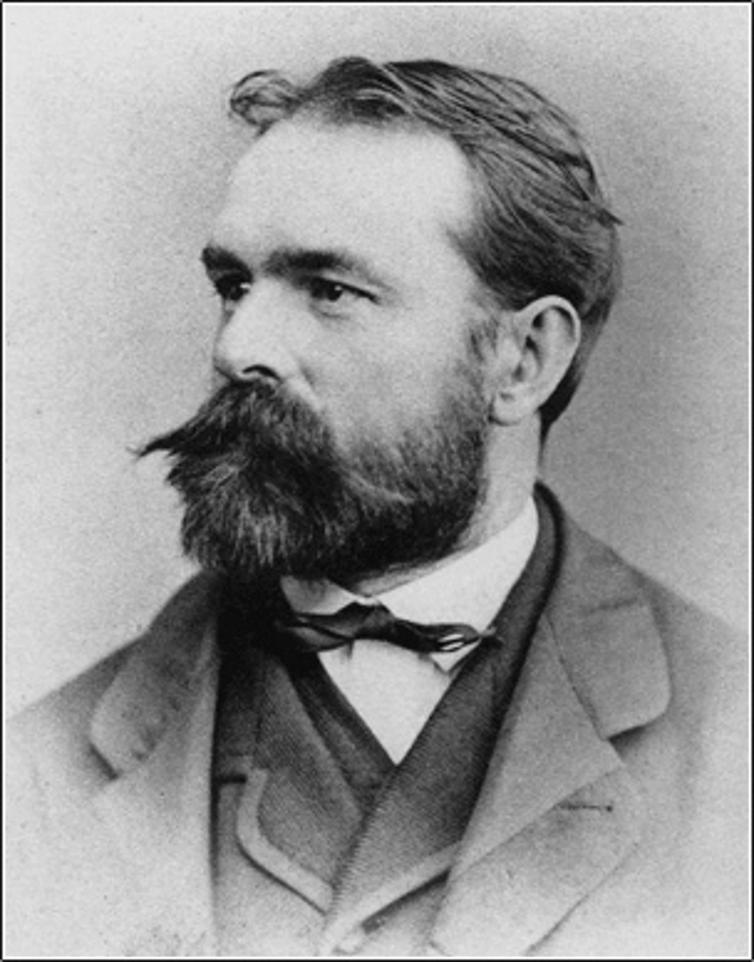
요제프 라인베르거

요제프 가브리엘 라인베르거(Josef Gabriel Rheinberger, 1839년 3월 17일 ~ 1901년 11월 25일)는 리히텐슈타인 태생의 오르가니스트이자 작곡가이다. 대부분의 생애를 독일에서 보냈다.

## 생애

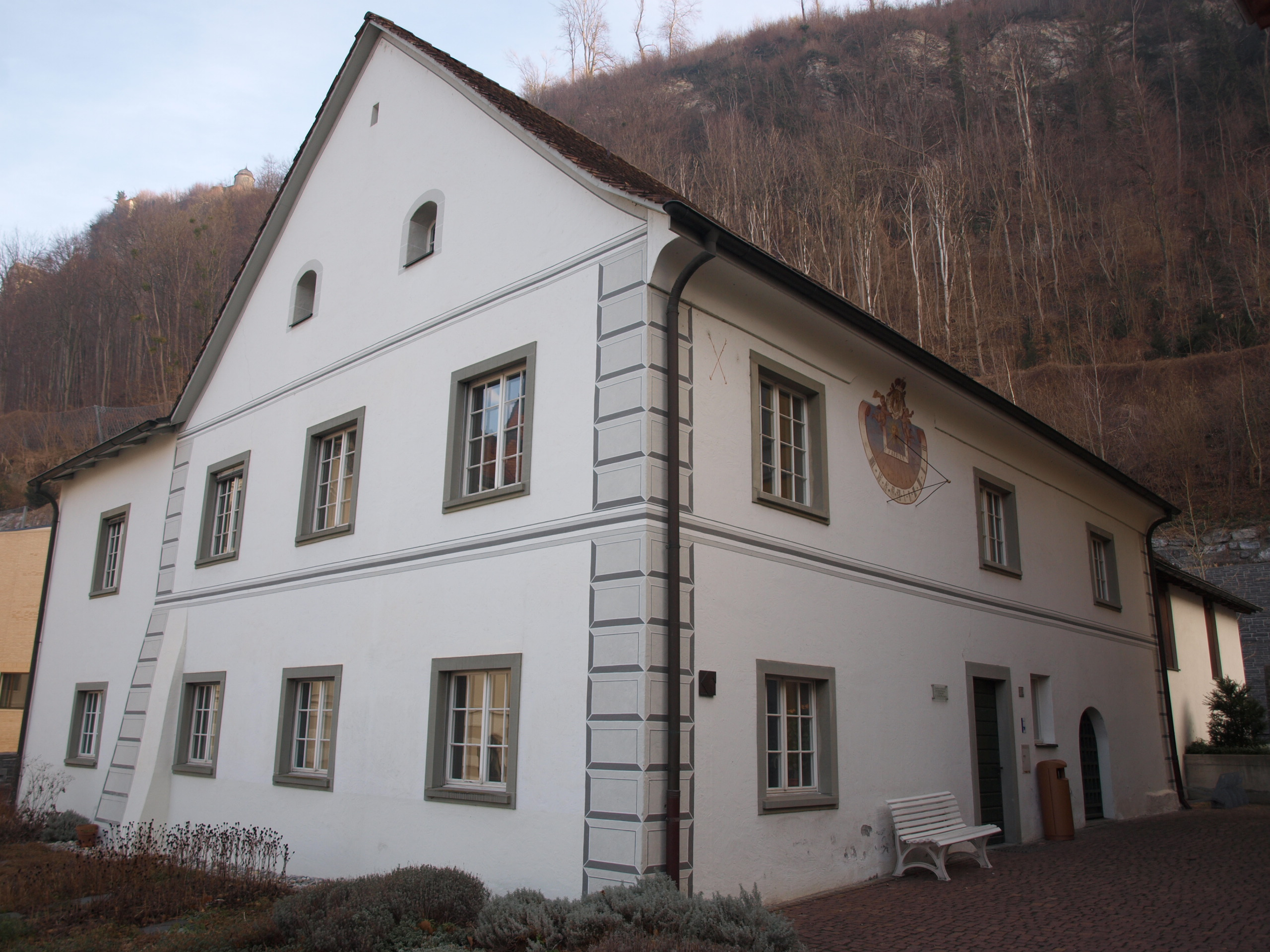
파두츠에 위치한 라인베르거의 고향집

요제프 라인베르거는 리히텐슈타인 대공의 재무관의 아들로 태어났다. 어릴 때부터 뛰어난 음악적 재능을 보여주었는데, 7살에 이미 파두츠 교구 교회의 오르간을 연주했으며 이듬해 첫 번째 작품을 작곡했다. 1849년에는 펠트키르히에서 본격적인 음악공부를 시작한다.
라인베르거제프의 아버지는 자식이 음악가가 되는 것을 반대했었는데, 1851년에 뜻을 돌이키고 아들을 뮌헨 음악원으로 보낸다. 음악원을 졸업하고나서 얼마 지나지 않아 그는 모교 음악원에서 피아노와 작곡을 가르치기 시작한다. 뮌헨 음악원이 해체될 때 궁중 극장에 코레페티토어로 고용되어 거기서 1867년까지 일한다.

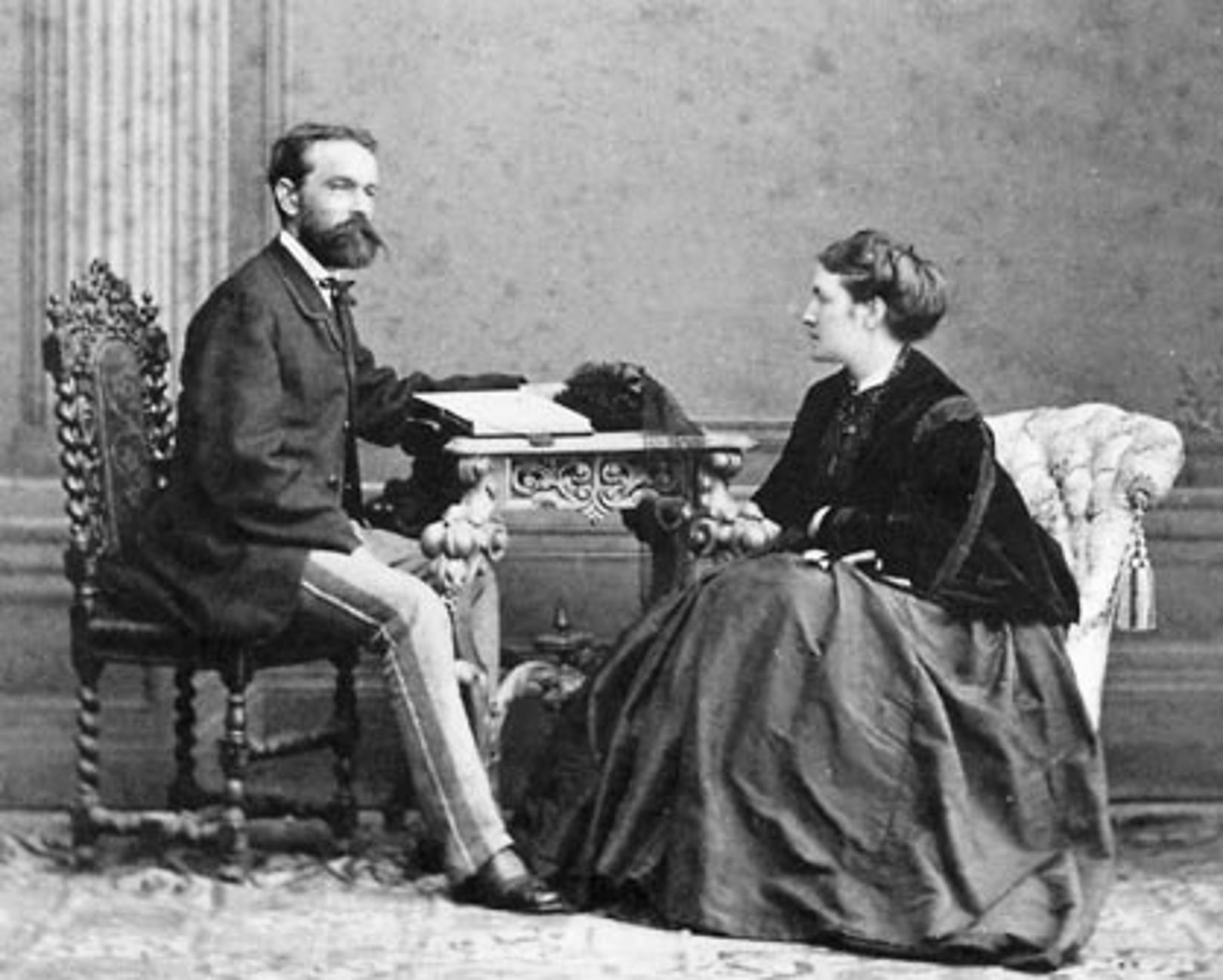
요제프와 패니의 신혼 모습

1867년에는 전 제자이자 사교계의 명사였던 8살 연상의 프란치스카 "패니" 폰 호프나스Franziska "Fanny" von Hoffnaass와 결혼한다. 둘 사이에서 자식은 두지 못했지만, 프란치스카는 남편의 성악 작품에 작사가로 참여하는 등 둘 사이의 관계는 원만했다.
라인베르거의 작품은 브람스와 같은 동시대 작곡가에서 멘델스존, 슈만, 슈베르트 등 이전 시기의 작곡가들에게서 다양한 양식적 영향을 받았는데, 무엇보다 바흐의 영향이 가장 뚜렷하다고 평가받는다. 그림과 문학에도 깊은 관심을 보였다.
1877년에는 왕실 예배당의 음악을 담당하는 궁정 지휘자로 임명되었다. 이후 루트비히 막시밀리안 뮌헨 대학교에서 명예박사 학위를 수여받았다. 뛰어난 교사였던 그는 많은 제자들을 두었는데, 호레이쇼 파커, 윌리엄 버왈드, 조지 화이트필드 채드윅, 브루노 클라인, 시드니 호머, 헨리 홀든 허스 등의 미국인들도 가르쳤다. 물론 유럽 출신의 학생들도 가르쳤는데 이탈리아 작곡가 에르만노 볼프-페라리, 세르비아 작곡가 스테반 스토야노비치 모크라냐치, 독일 작곡가 엥겔베르트 훔퍼딩크, 리하르트 슈트라우스, 지휘자 빌헬름 푸르트벵글러가 그의 가르침을 받았다. 라인베르거는 뮌헨 음악원이 다시 설립되었을 때 오르간 연주와 작곡 교수로 임용되어 남은 평생동안 학생들을 가르쳤다.
1892년 12월 31일 그의 아내는 오랜 병을 앓은 후 사망한다. 2년 후 건강이 좋지 않아 그는 음악감독직을 포기하게 되었다.

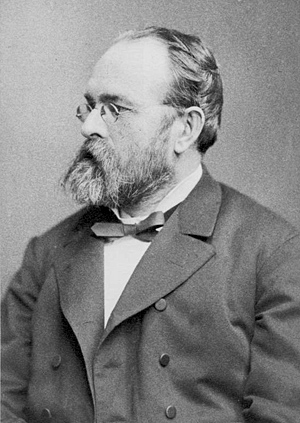
말년의 라인베르거

라인베르거는 많은 작품을 남겼다. 종교적 작품으로는 12곡의 미사(더블 코러스를 위한 1곡, 4곡의 아카펠라를 위한 3곡, 여성 합창단와 오르간을 위한 3곡, 남성 합창단을 위한 2곡, 오케스트라와 함께하는 1곡), 레퀴엠과 스타바트 마테르가 있다. 다른 작품으로는 오페라, 교향곡, 실내악, 합창곡 등이 있다.

## 작품

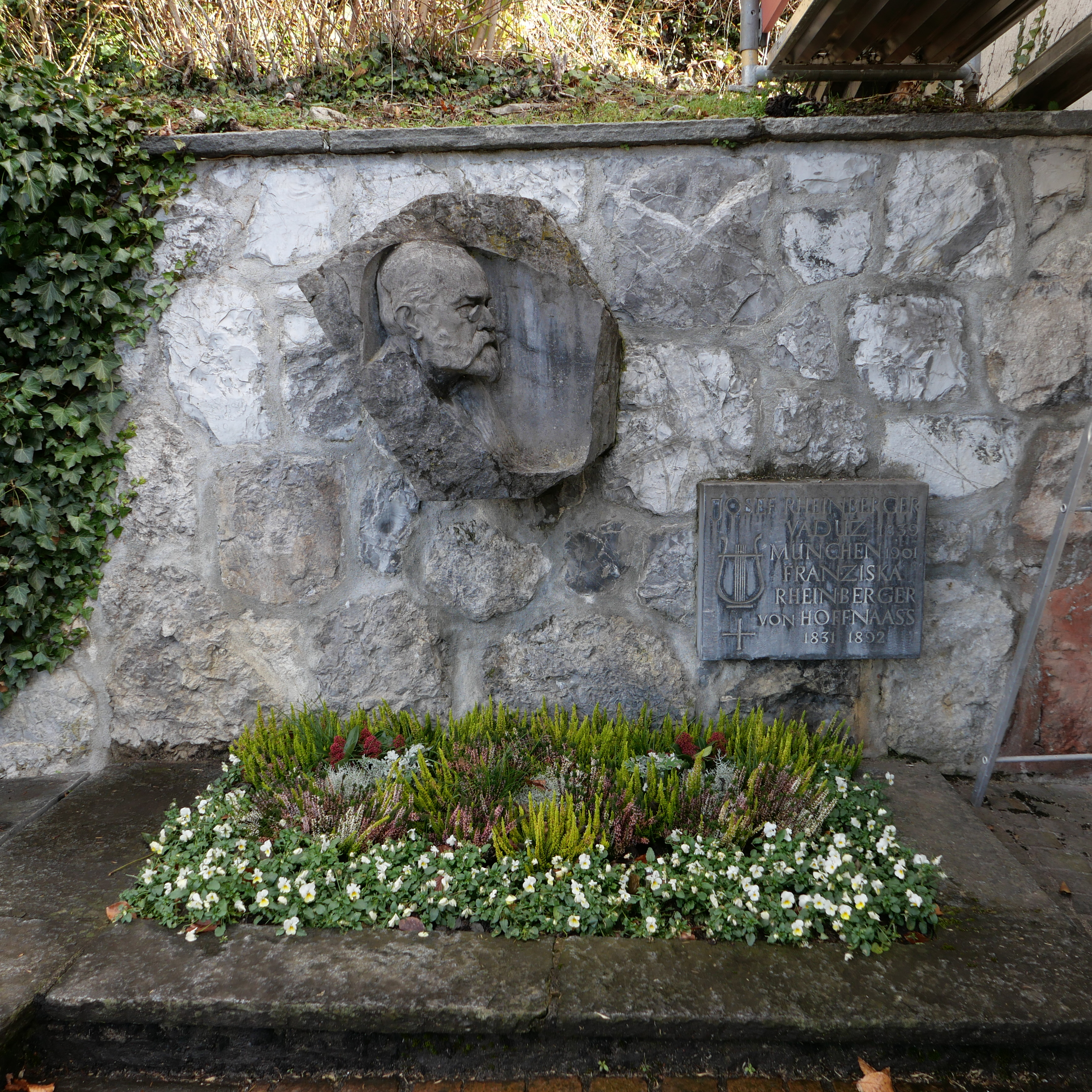
파두츠의 무덤.

오늘날 라인베르거는 정교하고 또 도전적인 오르간 작품들로 높은 평가를 받는다. 2개의 오르간 협주곡, 20개의 다른 키로 된 20개의 소나타, 22개의 삼중주와 36개의 독주곡을 남겼다. 라인베르거의 오르간 소나타는 다음과 같은 평가를 받기도 했다.
undoubtedly the most valuable addition to organ music since the time of Mendelssohn. They are characterized by a happy blending of the modern Romantic spirit with masterly counterpoint and dignified organ style.
의심할 여지 없이 멘델스존 이래 오르간 음악에 가장 귀중한 작품들이 더해졌다. 능수능란한 대위법과 위엄 있는 오르간 스타일이 현대 낭만주의 정신과 행복하리만치 잘 어우러진 것이 특징이다.— J. Weston Nicholl, Grove Dictionary of Music and Musicians, 1908 edition v. 4, 85

라인베르거는 1901년 뮌헨에서 사망한다. 무덤은 제2차 세계 대전중 파괴되었고, 유해는 1950년에 고향인 파두츠로 옮겨졌다.

### 작품 목록

#### 오르간이 들어간 기악곡
- 소나타 20곡
  - 1번 다단조(1868)
  - 2번 내림 가장조(1871)
  - 3번 사장조(1862~75)
  - 4번 가단조(1876)
  - 5번 올림 바장조(1878)
  - 6번 내림 마단조(1880)
  - 7번 바단조(1882년 출판)
  - 8번 마단조(1883년 출판)
  - 9번 내림 나단조(1885년 출판)
  - 10번 나단조(1886)
  - 11번 라단조(1887)
  - 12번 내림 라장조(1889년 출판)
  - 13번 내림 마장조(1890년 출판)
  - 14번 다장조(1890)
  - 15번 라장조(1891)
  - 16번 내림 사단조(1893)
  - 17번 나장조(1894)
  - 18번 가장조(1897년에 출판)
  - 19번 사단조(1899년에 출판)
  - 20번 바장조(1901년에 출판)
- 그 밖의 오르간 독주곡
  - 독백 작품번호 162(1890년에 출판)
  - 명상 작품번호 167(1891)
- 오르간이 들어간 실내악곡
  - 10개의 오르간 3중주(1871년에 출판)
  - 12개의 오르간 3중주(1897)
  - 그 밖에 다수의 작품이 있음
- 오르간 협주곡
  - 1번 바장조(1883~84)
  - 2번 사단조(1894년에 출판)

#### 피아노가 들어간 기악곡
- 피아노 협주곡 내림 가장조(1877)
- 독주곡
  - 4개의 소품 작품번호 1(1859년에 출판)
  - 3개의 소품 작품번호 5(1865년에 출판)
  - 소나타 1번 다장조(1857~64)
  - 소나타 2번 내림 라장조(1877년에 출판)
  - 소나타 3번 내림 마장조(1884년에 출판)
  - 소나타 4번 내림 바단조(1896년에 출판)
- 피아노 3중주
  - 1번 라단조(1870년에 출판)
  - 2번 가장조(1876~78)
  - 3번 내림 마장조(1884년에 출판)
  - 4번 바장조(1898)
- 피아노 4중주 내림 마장조(1870년에 출판)
- 피아노 5중주 다장조(1878)
- 피아노가 들어간 이중주곡
  - 바이올린 소나타 1번 내림 마장조(1874)
  - 첼로 소나타 다장조(1875)
  - 바이올린 소나타 2번 마단조(1877)
  - 호른 소나타 내림 마장조(1894)

#### 피아노/오르간이 없는 실내악곡
- 현악 사중주 1번 다단조(1875)
- 현악 사중주 2번 바장조(1888년에 출판)
- 주제와 변주 사단조(현악 사중주용)(1876년에 출판)
- 현악 오중주 가단조(1874년에 출판)

#### 교향곡과 관현악곡
- 아카데믹 서곡(1898)
- 교향곡 1번 라단조 '발렌슈타인'(1867년에 출판, 교향시로도 봄)
- 교향곡 2번 바장조 '피렌체'(1875)

#### 가곡과 합창
- 5개의 노래 작품번호 4(1858, 59, 62)
- 미사 가단조 작품번호 126(1883년에 출판)
- 저녁 노래 작품번호 69의 3(합창)(1873년에 출판)
- 이 밖에도 다수의 합창곡 및 가곡이 있다.

#### 오페라
- 일곱 마리 까마귀(1869년에 출판)
- 튀머의 딸(1871)